# Ciudad Tecún Umán
Ciudad Tecún Umán (auch Ayutla Tecún Umán genannt) ist eine Stadt im guatemaltekischen Departamento San Marcos, benannt nach dem Quiché-Feldherrn Tecún Umán. Die Ciudad Tecún Umán ist die Hauptstadt des Municipios Ayutla und hat etwa 25.000 Einwohner.

## Lage
Die Stadt liegt – etwa 25 km (Luftlinie) vom Pazifik entfernt – im südlichen Bereich der Grenze zu Mexiko am Río Suchiate, über den die Puente-Rodolfo-Robles-Brücke zur gegenüberliegenden mexikanischen Stadt Ciudad Hidalgo führt.

## Geschichte
Der Ort war schon in präspanischer Zeit besiedelt und trug den Quiché-Namen Ayutekat, aus dem später der Nahuatl-Name Ayutla wurde. Im Jahre 1960 wurde die Stadt nach einem – sagenhaften(?) – Anführer (siehe Tecun Uman) der Quiché-Indianer umbenannt, der im Zuge der Kolonisierung Guatemalas durch eine spanisch-tlaxcaltekische Heeresabteilung unter der Führung Pedro de Alvarados in der Nähe der heutigen Stadt Quetzaltenango im Jahre 1524 den Tod fand.
In der Zeit des guatemaltekischen Bürgerkriegs (1960–1996) emigrierten viele Einwohner der Stadt nach Mexiko, wo sie auf eine wirtschaftliche Besserstellung hofften. Seit den 1980er Jahren ist die Stadt zu einem Hauptdurchgangsort für Emigranten aus Honduras, Nicaragua und El Salvador auf ihrem – meist illegalen – Weg in die USA geworden.

## Wirtschaft
Die Stadt lebt in der Hauptsache von ihrer Rolle als Grenzort, wo Warenströme kontrolliert und verzollt werden. Außerdem profitieren viele Kleinunternehmer von der Nähe zur mexikanischen Stadt Hidalgo, wo viele Waren schneller und günstiger zu haben sind als in Guatemala.

## Sehenswürdigkeiten
- Die Hauptkirche des Ortes am Hauptplatz (Plaza Mayor) gedenkt mit ihrem Patrozinium (Señor de las Tres Caidas) des dreifachen Fallens Christi unter dem Kreuz (vgl. Kreuzweg). Der Glockengiebel erinnert an kolonialzeitliche Bauten; das dreischiffige Innere wurde jedoch in den 1970er Jahren komplett modernisiert.
- Die große Freifläche der Plaza Mayor mit ihrer zentralen Brunnenanlage ist vor allem in den Abendstunden bei der einheimischen Bevölkerung beliebt.